# Eva Bengtsson (keramiker)
Eva Bengtsson, född 6 februari 1955, är en svensk keramiker.
Eva Bengtsson har från 1980 innehaft en krukmakarverkstad i Frillesås. Hon har arbetat med stora former som med tiden blivit alltmer skulpturala. Bengtsson ofta använt glasyrer med målad dekor, ofta olika former av text. Hon var 1985-1988 frilansformgivare för Rörstrand och har även utfört offentliga utsmyckningar bland annat landstinget i Halmstad och Borås lasarett.